# 134
El año 134 (CXXXIV) fue un año común comenzado en jueves del calendario juliano, en vigor en aquella fecha.
En el Imperio romano el año fue nombrado el del consulado de Urso y Varo, o menos frecuentemente, como el 887 ab urbe condita, siendo su denominación como 134 a principios de la Edad Media, al establecerse el Anno Domini.

## Acontecimientos
- Una ley mejorando el lote de los trabajadores libres se aprueba en Roma.
- L. Flavio Arriano, gobernador romano de Capadocia, rechaza un ataque de los alanos, una tribu nómada del sudeste de Rusia.
- Sexto Julio Severo, gobernador de Judea, comienza en el verano una campaña contra las fortalezas rebeldes judías en las montañas.
- Los romanos vuelven a tomar Jerusalén. La ciudad ampliamente destruida es rebautizada como Aelia Capitolina.

## Arte y literatura
- Se termina la Villa de Adriano en Tívoli.

## Ciencia y tecnología
- Se abre en Roma una universidad de retórica, derecho y filosofía, el Athenaeum.

## Nacimientos
- Marco Macrinio Avito Catonio Víndex, político y militar romano.